# Crónicas Breves de Santa Cruz de Coimbra
Crónicas Breves de Santa Cruz de Coimbra são o conjunto de quatro crónicas historiográficas contidas num manuscrito quatrocentista proveniente do mosteiro de Santa Cruz de Coimbra e actualmente na Biblioteca Pública Municipal do Porto. Foram editadas, pela primeira vez, por Alexandre Herculano nos Portugaliae Monumenta Historica. Scriptores (1856), tendo sido este erudito investigador quem lhes deu o nome por que são conhecidas.
A chamada Iª Crónica Breve é um conjunto heterogéneo de textos historiográficos, principalmente analísticos. A IIª Crónica Breve consiste num resumo dos reinados de D. Afonso Henriques e D. Sancho I, maioritariamente baseados em antigos letreiros que se encontravam nos seus túmulos, conforme provou o Dr. Magalhães Basto.
Mais interessantes literariamente são a IIIª que se trata de uma cópia do reinado de Afonso Henriques na segunda redacção da Crónica Geral de Espanha de 1344 segundo Lindley Cintra, e a IVª parece ser cópia de uma Crónica de Espanha e Portugal redigida cerca de 1340, conforme proposta de Diego Catalán. Esta última crónica contém uma das versões mais antigas da Lenda de D. Afonso Henriques, centrada na suas lendárias lutas com a mãe, as autoridades romanas e castelhanas-leonesas, para a qual já se propôs uma origem jogralesca (António José Saraiva e Lindley Cintra). Além da de Herculano, há também as edições de António Cruz (Biblioteca Publica Municipal, 1968) e de Fernando Venâncio Peixoto (Lisboa, 2000).